# Beercrocombe
Beercrocombe – wieś w Anglii, w hrabstwie Somerset, w dystrykcie (unitary authority) Somerset. Leży 59 km na południowy zachód od miasta Bristol i 207 km na zachód od Londynu. W 2011 miejscowość liczyła 134 mieszkańców.